# Объединённый исследовательский центр
Объединённый исследовательский центр (англ. Joint Research Centre, JRC) — это служба науки и информации Европейской комиссии для проведения исследований с целью предоставления независимых научных консультаций и поддержки политики Европейского союза.

## Руководство
Центр является генеральным директоратом Европейской комиссии под руководством Илианы Ивановой, европейского комиссара по инновациям, исследованиям, культуре, образованию и молодёжи. Нынешним генеральным директором центра является Стивен Квест, который вступил в должность в 2020 году, сменив Владимира Шуху. Совет управляющих центра помогает и консультирует генерального директора по вопросам, касающимся роли и научного, технического и финансового управления центра.

## Структура
Центр, состоящий из дирекций стратегии и координации, получения информации, управления информацией и поддержки, расположен на шести объектах в пяти странах Европейского союза: в Бельгии (Брюссель и Гил), Германии (Карлсруэ), Италии (Испра), Нидерландах (Петтен) и Испании (Севилья).
Обязанности дирекций центра:
- создавать, распределять и анализировать информацию для поддержки европейской политики независимыми доказательствами,
- разрабатывать инновационные инструменты и делать их доступными для политиков,
- предвидеть возникающие проблемы, которые необходимо решать на уровне ЕС, и понимать политическую конъюнктуру,
- делиться технологиями со странами ЕС, научным сообществом и международными партнёрами,
- вносить вклад в достижение общей цели Horizon 2020
- проводить финансируемые Евратомом исследования в области ядерной безопасности и защиты для перехода к безуглеродной экономике[5].

Часть бюджета ЕС в рамках Рамочной программы ЕС по развитию научных исследований и технологий выделяется непосредственно центру.

## История
Итальянский центр в Испре первоначально принадлежал Национальному комитету по ядерной энергии (CNEN) и был передан Европейскому сообществу 1 марта 1961 года. С 1973 года неядерные исследования быстро развивались, особенно по темам, связанным с безопасностью и окружающей средой. В 1983 году, после 16 лет исследований принадлежавший центру ядерный реактор «Испра» был остановлен.
В начале 1980-х годов начался пересмотр мандата и оценка деятельности центра. В 1987 году журналист Ричард Хадсон опубликовал на заглавной странице The Wall Street Journal статью, в которой излагалось мнение работавшего в центре эксперта по дистанционному зондированию и некоторые выводы, почерпнутые из внешнего отчёта, подготовленного по заказу Генерального директората. Эти мнения были объединены, чтобы выразить обеспокоенность по поводу состояния центра, описывая его как катастрофу, которой мешают нефункциональные бюрократические ограничения. Тогдашний директор проектов центра Раймонд Клерси раскритиковал статью, заявив, что она предвзята и неполна в своём представлении ситуации.
В 1992 году результаты исследования привели к предложению преобразовать территорию «Испра» в экологически оптимизированную модельную площадку «ЭКО Центр». В центре работает около 2787 сотрудников, а годовой бюджет на 2017 год составлял 372,5 миллиона евро.

## Научные направления
Исследовательская деятельность центра сгруппирована по десяти научным направлениям:
1. сельское хозяйство и продовольственная безопасность,
2. экономический и валютный союз,
3. энергетика и транспорт,
4. окружающая среда и изменение климата,
5. здоровье и защита потребителей,
6. информационное общество,
7. инновации и рост,
8. ядерная безопасность и защищённость,
9. безопасность и охрана,
10. стандарты.